# Bahnhof Skærbæk
Der dänische Bahnhof Skærbæk ist ein Bahnhof in Skærbæk (deutsch Scherrebek oder Scherrebeck) in der Kommune Tønder an der Westküste von Sønderjylland (Nordschleswig). Der Bahnhof liegt an der Bahnstrecke Bramming–Tønder.

## Geschichte
Der Ort Skærbæk war unter dem deutschen Namen Scherrebek ab 1864 Teil des Deutschen Bundes und gehörte später als preußische Provinz Schleswig-Holstein zum Deutschen Reich; 1920 fiel es an Dänemark zurück.
Seit 1864 befand sich die Grenze zwischen Dänemark und Deutschland etwa sieben Kilometer südlich von Ribe. In Absprache zwischen Deutschland und Dänemark wurde festgelegt, die Eisenbahn zwischen Ribe und Heide (mit dem Zwischenbahnhof Scherrebek) über Tondern zu bauen.
Die Glückstadt–Elmshorner Eisenbahn-Gesellschaft (GEE), ab 1. September 1879 Holsteinische Marschbahn-Gesellschaft und ab 1. Januar 1888 Schleswig-Holsteinische Marschbahn-Gesellschaft, hatte am 25. Juli 1884 die preußische Konzession zum Bau des deutschen Teils der Strecke von Bredstedt bis Hviding erhalten und diese am 15. November 1887 eröffnet.
Mit der Verstaatlichung der Gesellschaft am 1. Juli 1890 ging der deutsche Teil der Strecke an die Preußischen Staatseisenbahnen über.

## Gebäude
Das hohe Bahnhofsgebäude besitzt zwei Etagen und besteht aus gelbem Mauerwerk mit roten Bändern, Risaliten und Rundbögen im italienischen Villa-Stil. An der Nordseite ist ein niedriger Anbau, der als Packhaus / Lagerraum diente. Im Bahnhof war auch das Postamt untergebracht.

## Zugbetrieb
Die Lokomotiven T2 ALT 6081 (Krauss 6227/1909) und ALT 6082 (Krauss 6228/1909) der Königlich Preußischen Eisenbahn-Verwaltung waren um 1910 in der Betriebswerkstätte Husum und von dort im Lokbahnhof Tondern beheimatet und liefen auf den Strecken Scherrebek–Bredebro und Scherrebek–Lügumkloster, bis die Strecken 1920 an Dänemark fielen.
Werktags gibt es stündlich Zugverbindungen in beide Richtungen, an Samstagen sowie Sonn- und Feiertagen verkehren die Züge im Zweistundentakt. Die Strecke wird durch GoCollective bedient.